# India op de Olympische Jeugdwinterspelen 2012
India was een van de landen die deelnam aan de Olympische Jeugdwinterspelen 2012 in Innsbruck, Oostenrijk.

## Deelnemers en resultaten
(m) = mannen, (v) = vrouwen 

### Alpineskiën
| Olympiër       | Onderdeel        | Resultaat | Prestatie                           |
| -------------- | ---------------- | --------- | ----------------------------------- |
| Aanchal Thakur | reuzenslalom (v) | 43e       | 2.48,71 (+52,58) (1.23,83, 1.24,88) |
| Aanchal Thakur | slalom (v)       | 27e       | 2.09,46 (+49,70) (1.06,70, 1.02,76) |